# Cukier waniliowy

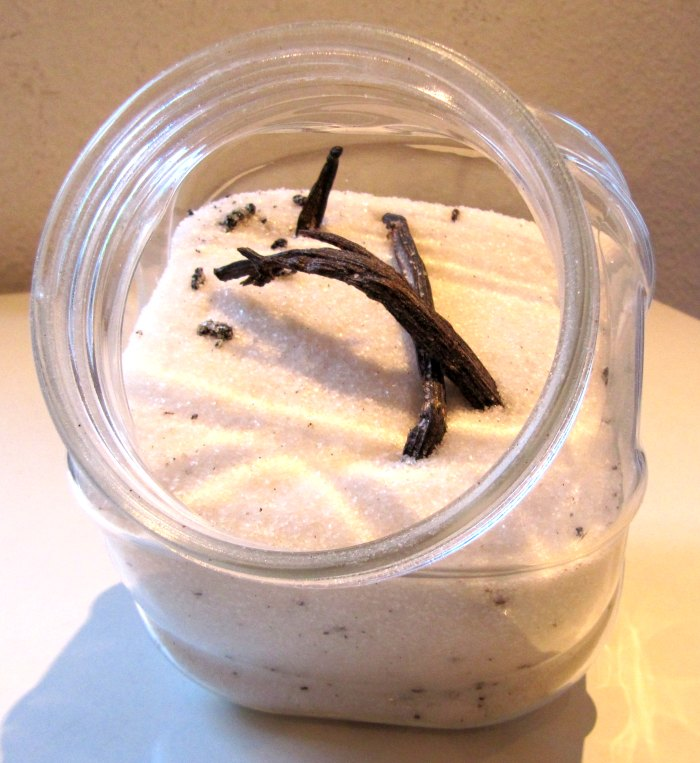
Cukier waniliowy

Cukier waniliowy – składnik deserów w kuchni środkowoeuropejskiej i skandynawskiej. Przyrządzany jest z cukru łączonego z laskami wanilii lub z ekstraktem wanilii. Poza Europą jest kosztowny i trudny do nabycia. Łatwy do sporządzenia w warunkach domowych – wystarczy zmieszać cukier mielony z laskami (torebkami) wanilii i pozostawić przez kilka tygodni. 
Jako tańszy zamiennik stosowany jest cukier wanilinowy, o nieco uboższym aromacie ze względu na obecność tylko jednej, zazwyczaj syntetycznie uzyskiwanej substancji (waniliny lub etylowaniliny).